# Caligo teucer
Caligo teucer is een vlinder uit de familie Nymphalidae. De wetenschappelijke naam is gepubliceerd in 1758 door Carl Linnaeus in de tiende editie van Systema naturae. De vlinder komt voor van Venezuela en Trinidad tot Zuid-Brazilië en Paraguay. Er zijn acht ondersoorten. In Suriname en Frans-Guyana komt de ondersoort teucer waarschijnlijk in bijna alle delen van deze landen voor.
Caligo-soorten danken hun populaire naam, uilvlinders, aan de grote ogen als die van een uil, op de onderkant van de achtervleugels. Vermoedelijk worden vijanden hierdoor afgeschrikt. Van Suriname en Frans-Guyana zijn vijf soorten bekend.

## Voedselplanten
De voedselplanten van deze vlinders zijn gewoonlijk Heliconiaceae-soorten. De rupsen voeden zich ook met bananenplanten en hebben zich verspreid tot in bewoonde gebieden, zelfs tot in het centrum van steden als Paramaribo en Cayenne. Maar aangezien alle uilvlinders in de schemering en in de donkere delen van het bos vliegen, worden ze niet vaak gezien.
De soort, de rups incluis, werd overigens reeds beschreven door Maria Sibylla Merian in haar Metamorphosis Insectorum, gepubliceerd in 1705 (plaat 23): ‘De bruine Rups… heeft vier steekels op den rug, het hooft vertoond sig gekroont, den stert gespleten, de voeten zijn rood. Den 3. December heeft sy sig vast gemaakt, en is tot een houtvervige Poppetjen geworden, die twee zilvere vlakken op elke zyde had, uit deze Pop kwam den 20. December een schone Cappelle voort….’.